# Ransom (Kansas)
Ransom – miasto w Stanach Zjednoczonych, w stanie Kansas, w hrabstwie Ness.